# Kareem R. Khan
Kareem Rashad Sultan Khan (12 février 1987 – 6 août 2007), est un spécialiste (en) de l'armée américaine tué durant la guerre d'Irak. Il est récipiendaire de la Bronze Star et du Purple Heart pour ses états de service, et est enterré au cimetière national d'Arlington.
Khan est né à Neptune dans le New Jersey de parents indo-trinidadiens (en). Il est diplômé en 2005 de la Southern Regional High School (en) de la section de Manahawkin (en) du canton de Stafford, dans le New Jersey. Il s’est enrôlé dans l’armée américaine après avoir obtenu son diplôme et s'est vu affecté au 1er bataillon, au 23e régiment d'infanterie, à la 3e brigade et enfin à la 2e division d'infanterie (Stryker Brigade Combat Team), basés à fort Lewis dans l'État de Washington. D'après le Gannett News Service, il s'est engagé « à cause des attentats du 11 septembre contre le World Trade Center [et] voulait montrer que tous les musulmans n’étaient pas des fanatiques et que beaucoup, comme lui, étaient prêts à sacrifier leur vie pour leur pays, l'Amérique. Il s’est enrôlé immédiatement après l'obtention de son diplôme et a été envoyé en Irak en juillet 2006 ». Khan est mort à l'âge de 20 ans dans l'explosion d'une maison qu'il inspectait avec trois autres soldats américains (décédés eux aussi) à Bakouba. Il est promu caporal à tire posthume. 

## Mention par Colin Powell
Le général Colin Powell a évoqué son service pendant une entrevue avec Meet the Press le 19 octobre 2008, la même interview dans laquelle il a appuyé Barack Obama pour l'Élection présidentielle américaine de 2008.  En particulier, Powell fait référence à une photographie dans The New Yorker qui montre la mère de Khan devant sa pierre tombale dans le Cimetière national d'Arlington.  Powell l'a cité pour réfuter la connotation négative associée aux musulmans en Amérique qui fut propagée au cours de la campagne électorale pour l'élection présidentielle, principalement par le républicains et certains partisans de John McCain. Des allégations insistantes affirmaient que jamais un américain musulman, du fait de sa religion, ne pouvait être un véritable patriote et n'avait de chance de devenir un jour Président des États-Unis d'Amérique.

## Avis de décès
- New Jersey War Dead: Army Spc. Kareem R. Khan 6 août 2007 (anglais)